# O estranho mundo de Zé do Caixão
O estranho mundo de Zé do Caixão è un film del 1968 diretto da José Mojica Marins.

## Trama
Film composto da tre episodi: Un fabbricante di bambole le cui bambole sono stranamente umane, una storia di necrofilia, e un medico dimostra che l'amore è morto.
1. Episodio ("Il Fabbricante di bambole"): In Pirituba: il rispettabile creatore di bambole, il Maestro Bastos, vive con le sue quattro figlie in una zona remota che produce bambole con occhi impressionanti. Quattro criminali irrompono nella sua casa per rubare i suoi soldi e stuprare le sue figlie, scoprono perché gli occhi della bambola sono così realistici.
2. Episodio ("Perversione"): un povero venditore di palloncini ha una cotta per una giovane donna e la insegue. Nel giorno del suo matrimonio, la donna viene pugnalata davanti alla chiesa da un'altra donna e muore. Dopo il suo funerale, l'uomo irrompe nella sua cripta e trascorre la notte con lei per soddisfare la sua ossessione.
3. Episodio ("Ideologia"): Dopo un dibattito su un programma televisivo con il giornalista Alfredo sull'inesistenza dell'amore, il professor Oaxiac Odez invita Alfredo e sua moglie Wilma a fargli visita. Il professor Odez si offre di dimostrare ad Alfredo che l'istinto prevale sulla ragione.